# Понтиан
Вижте пояснителната страница за други личности с името Понтиан.
Папа свети Понтиан е папа от 21 юли 230 г. до 28 септември 235 г.
За Понтиан е известно малко повече, отколкото за неговите предшественици, явно от изгубена папска хроника, която е била на разположение на съставителя на Catalogus Liberianus на епископите на Рим, направен през четвърти век (Католическа енциклопедия).
По време на неговия понтификат схизмата на Иполит приключва. Понтиан и други църковни лидери, сред които и Иполит, са изпратени в изгнание от император Максимин Трак в Сардиния, като вследствие на тази присъда той напуска своя пост на 25 или 28 септември 235 г. Не е ясно колко време е прекарал в изгнание, но според „Книга на папите“ той умира вследствие на нехуманното отношение, което получава в мините на Сардиния. Неговите мощи са докарани в Рим от папа Фабиан и погребани в катакомбата на Каликст. Неговата епитафия е открита през 1909 в криптата на света Цецилия, Рим, близо до папската крипта, като на нея може да се прочете PONTIANOS, EPISK. („Понтиан, епископ“). Надписът „MARTUR“ („мъченик“) е бил добавен от друга ръка.
Неговият празник е бил на 19 ноември, но сега е на 13 август, споделяйки го с антипапата Иполит.